# Architis robusta
Espèce
Architis robusta est une espèce d'araignées aranéomorphes de la famille des Pisauridae.

## Distribution
Cette espèce se rencontre au Panama et au Brésil au Rondônia, au Pará et au Bahia,.

## Description
La carapace du mâle holotype mesure 2,5 mm de long sur 2,1 mm et l'abdomen 3,1 mm.
Le mâle décrit par Santos en 2007 mesure 4,5 mm et la femelle 5,4 mm.

## Publication originale
- Carico, 1981 : The Neotropical spider genera Architis and Staberius (Pisauridae). Bulletin of the American Museum of Natural History, no 170, p. 140-153 (texte intégral).